# Chua Phung Kim
Chua Phung Kim (chiń. 蔡攀錦; pinyin Cài Pānjǐn; ur. 29 kwietnia 1939, zm. 4 sierpnia 1990 w Singapurze) – singapurski sztangista.
W 1959 został mistrzem Singapuru w wadze koguciej. W tym samym roku zdobył złoty medal igrzysk Azji Południowo-Wschodniej w tej samej wadze z wynikiem 306 kg. W 1961 wywalczył srebro igrzysk Azji Południowo-Wschodniej w tej samej wadze z wynikiem 305 kg. W 1962 zdobył złoty medal igrzysk Imperium Brytyjskiego i Wspólnoty Brytyjskiej w tej samej wadze z wynikiem 322 kg. W 1964 wystartował na igrzyskach olimpijskich jako reprezentant Malezji. Zajął wówczas 17. miejsce w wadze koguciej z wynikiem 307,5 kg. W 1966 został srebrnym medalistą igrzysk azjatyckich w tej samej wadze z wynikiem 320 kg. W 1968 wystąpił na igrzyskach olimpijskich w wadze piórkowej, jednakże nie ukończył rywalizacji. W 1969 został srebrnym medalistą igrzysk Azji Południowo-Wschodniej w tej samej wadze z wynikiem 330 kg. W 1970 wywalczył srebro igrzysk Brytyjskiej Wspólnoty Narodów w wadze piórkowej z wynikiem 340 kg. W marcu 1971 ogłosił zakończenie kariery. W 1976 został trenerem zrzeszonym w Singapore Amateur Weightlifting Federation, którym był do śmierci.
Z zawodu był mechanikiem samochodowym.
Zmarł 4 sierpnia 1990 po długiej chorobie. Pozostawił żonę i pięć córek.

## Literatura dodatkowa
- Nick Aplin, David James Waters, May Lai Leong: Singapore Olympians: The Complete Who's Who, 1936-2004. Singapore: SNP Reference, 2005, s. 239. ISBN 978-981-248-072-9. (ang.).